# Keslerovo
Keslerovo (del ruso: Кеслерово) es un seló del raión de Krymsk del krai de Krasnodar, en Rusia. Está situado a orillas del río Psif, tributario por la izquierda del río Adagum, afluente por la izquierda del río Kubán, en las inmediaciones de su delta, 20 km al noroeste de Krymsk y 94 km al oeste de Krasnodar. Tenía 1 036 habitantes en 2010
Pertenece al municipio Keslerovskoye.